# Thám tử lừng danh Conan: Tàu ngầm sắt màu đen
Thám tử lừng danh Conan: Tàu ngầm sắt màu đen  (Nhật: 名探偵コナン黒鉄の魚影 Hepburn: Meitantei Conan: Kurogane no Submarine) là phim điện ảnh anime trinh thám năm 2023 của Nhật Bản dựa trên nguyên tác là bộ manga Thám tử lừng danh Conan của họa sĩ Aoyama Gōshō. Phim do Yuzuru Tachikawa làm đạo diễn, dựa trên phần kịch bản do Takeharu Sakurai. Tác phẩm do TMS Entertainment chịu trách nhiệm sản xuất và Toho Company, Ltd. đảm nhiệm vai trò phân phối. Đây là phần phim thứ 26 của loạt phim điện ảnh Thám tử lừng danh Conan, sau Thám tử lừng danh Conan: Nàng dâu Halloween (2022). Phim được phát hành tại Nhật Bản vào ngày 14 tháng 4 năm 2023 và được phát hành tại Việt Nam vào ngày 21 tháng 7 năm 2023.
Đây là lần đầu tiên sau 22 năm kể từ bộ phim điện ảnh thứ 5 của series là Thám tử lừng danh Conan: Những giây cuối cùng tới thiên đường, Haibara Ai trở thành nhân vật chính. Đây cũng là sự trở lại sau 6 năm kể từ bộ phim điện ảnh thứ 20 của series là Thám tử lừng danh Conan: Cơn ác mộng đen tối, Tổ chức áo đen trở thành chủ đề của bộ phim.

## Nội dung
Mở đầu phim diễn ra tại Frankfurt, một đặc vụ Nina Balmer thuộc Europol đang bị các thành viên Tổ chức Áo đen Kir và Gin truy đuổi. Gin cuối cùng sát hại người đặc vụ, đồng thời Gin lên án Kir vì hành động không có tính dứt khoát. Một thời gian sau, Conan, Ran, Đội thám tử nhí, Tiến sĩ Agasa và Kogoro được mời đến khu nghỉ dưỡng tại Hachijo-jima thuộc sở hữu của gia đình Sonoko. Conan sau đó nhận được thông tin từ Subaru Okiya rằng một đặc vụ Europol đang bị sát hại và một đặc vụ của Tổ chức Áo đen có tên "Pinga" đang ra tay. 
Sau khi phát hiện ra Thanh tra Shiratori và Cảnh sát trưởng Hyoue Kuroda từ Cảnh sát Thủ đô Tokyo, Conan lẻn theo hai người đến một cơ sở dưới nước có tên là Pacific Buoy, một trụ sở hàng hải của Interpol có nhiệm vụ kết nối các camera an ninh trên toàn thế giới. Cơ sở này có hệ thống mới cho phép kết nối với tất cả camera giám sát ở Nhật Bản, Châu Âu và cuối cùng là trên toàn thế giới. Đứng đầu là Yosuke Makino, 4 kỹ sư khác (Ed từ Ấn Độ, Grace từ Pháp, Leonhardt từ Đức và Naomi Argento từ Mỹ) cũng làm việc tại trụ sở này. Ngoài ra còn có hệ thống "Nhận dạng độ tuổi qua khuôn mặt", sử dụng nhận dạng khuôn mặt và tái tạo cấu trúc khuôn mặt bằng AI (trí tuệ nhân tạo) để xác định những cá nhân có độ tuổi có thể khác với tài liệu gốc. Bourbon và Vermouth bí mật thâm nhập vào Pacific Buoy và sắp xếp vụ bắt cóc Naomi Argento, bắt giữ cô trong một chiếc tàu ngầm. Vodka và Kir sau đó phát hiện ra từ chiếc vòng cổ gắn flash-drive của Naomi rằng hệ thống Nhận dạng độ tuổi có thể xác định Haibara là Shiho Miyano (Sherry). Cùng đêm đó, Chianti, Vodka và Pinga bắt cóc Haibara từ khu nghỉ dưỡng của Sonoko. Conan và Tiến sĩ Agasa cố gắng đuổi theo nhưng phát hiện ra Vodka và Pinga đã lao chiếc xe jeep chở Haibara xuống biển để lên tàu ngầm dưới nước. Sự việc được báo cáo cho Kuroda, Conan yêu cầu có khả năng giám sát của Pacific Buoy để kiểm tra camera an ninh trên đường rượt đuổi và sự hiện diện của tàu ngầm, nhưng họ phát hiện ra rằng không có tàu ngầm hay phương tiện nào bị camera ghi lại, dường như cho thấy rằng hệ thống đã bị can thiệp. Leonhardt cố gắng đối đầu với thủ phạm, nhưng bị đánh thuốc mê và sau đó được cho là đã bị đầu độc đến chết tại tiệm café Pacific Buoy's. Bức thư thú nhận dường như được viết bởi Leonhardt cũng đề cập rằng anh ta chịu trách nhiệm về cửa sau trong hệ thống Pacific Buoy's. Trong khi đó, Vodka cố ép Naomi viết lại chương trình hệ thống nhận dạng độ tuổi qua khuôn mặt, và khi cô từ chối làm như vậy, anh ta đã sắp xếp để giết cha của Naomi, một thành viên Nghị viện Châu Âu đề xuất hệ thống giám sát. Sau đó, Vermouth thông báo với Gin rằng sau khi chạy hệ thống nhận dạng độ tuổi qua khuôn mặt một lần nữa, cô phát hiện ra rằng hệ thống này có thể nhận dạng hình ảnh của những người có khuôn mặt giống nhau, nhưng không nhất thiết phải là cùng một người, cho thấy hệ thống này có sai sót. Gin thất vọng và bất lực, trước diễn biến căng thẳng cộng với việc bắt buộc tuân theo mệnh lệnh của Rum, Gin quyết định sử dụng tàu ngầm để loại bỏ Pacific Buoy vì tính nguy hiểm cộng với việc những thông tin bí mật nếu bị rò rỉ bên ngoài sẽ gây ảnh hưởng tới tổ chức. Tuy nhiên, khi cố gắng đối đầu với Haibara và Naomi, Gin phát hiện ra rằng cả hai đã thoát khỏi tàu ngầm an toàn là nhờ những manh mối do Kir cung cấp. Conan quay trở lại Pacific Buoy và tiết lộ qua Kogoro rằng người đã sát hại Leonhardt chính là Grace. Grace đã sát hại Leonhardt khi Leonhardt đã kiểm tra nhật ký truy cập và phát hiện ra rằng Grace là người duy nhất truy cập được và làm giả đoạn phim camera. Grace sau đó được tiết lộ là Pinga và cố gắng trốn thoát khỏi Pacific Buoy. Trong lúc tẩu thoát, Pinga vô tình đụng độ với Conan, đồng thời hắn ta tiết lộ rằng nếu kết hợp chương trình diện độ tuổi qua khuôn mặt,  bằng chứng Conan chính là Kudo Shinichi và quá trình teo nhỏ của thuốc APTX-4869 cộng với lợi thế là cánh tay phải quan trọng của Rum, Pinga thăng tiến vị trí trong tổ chức đồng thời trừ khử Gin. Tuy nhiên, Conan mỉa mai Pinga chỉ là một tên lưu manh bắt chước Gin và làm cho hắn nổi điên và đánh Conan, đồng thời bắt cóc Conan để giao nộp cho Rum, tuy nhiên Conan thoát khỏi an toàn khi Sato và Shiratori đến bắt Pinga. Pinga tẩu thoát nhờ sự can thiệp hệ thống từ Vermouth. Khi tàu ngầm chuẩn bị tấn công Pacific Buoy, Conan cố gắng dò tìm vị trí của tàu ngầm từ dưới nước và sắp xếp để Shuichi Akai dùng súng bắn tên lửa PSRL (RPG) làm tàu ngầm bị hư hại nặng, buộc Tổ chức Áo đen phải trốn thoát khỏi tàu ngầm. Pinga chết vì vụ nổ khi tàu ngầm chính bị hư hại. Theo Gin cho rằng, tàu ngầm đen này chứa quá nhiều bí mật gây ảnh hưởng tới tổ chức, nên bắt buộc phải cho phát nổ. Conan sau đó bất tỉnh dưới nước và được Haibara cứu, người đã đuổi theo và đưa lên mặt nước. 
Trong cảnh post-credits, truyền thông tiết lộ rằng cha của Naomi sống sót sau vụ mưu sát và dự án Pacific Buoy sẽ được chuyển đến một quốc gia khác. Naomi nhận ra Haibara thực chất là Shiho Miyano, người bạn đã bảo vệ cô khỏi bị bắt nạt khi họ học ở Mỹ. Lỗ hổng trong hệ thống được tiết lộ là do Vermouth dàn dựng, người đã cải trang thành Shiho và xuất hiện trong đoạn phim camera an ninh để bác bỏ sự thật rằng Haibara chính là Shiho Miyano. Sau đó, người phụ nữ lớn tuổi mà Haibara gặp trước đây chính là Vermouth đang cải trang với một chiếc trâm cài lá bạch quả (pin Fusae Campbell) trước khi đóng cửa thang máy.

## Lồng tiếng
| Nhân vật                            | Diễn viên lồng tiếng | Diễn viên lồng tiếng |
| Nhân vật                            | Nhật Bản             | Việt Nam             |
| ----------------------------------- | -------------------- | -------------------- |
| Edogawa Conan                       | Takayama Minami      | Hoàng Sơn            |
| Kudō Shinichi                       | Yamaguchi Kappei     | Hoàng Sơn            |
| Haibara Ai                          | Megumi Hayashibara   | Ái Phương            |
| Tsuburaya Mitsuhiko                 | Ikue Ōtani           | Ái Phương            |
| Mōri Ran                            | Wakana Yamazaki      | Thúy Hằng            |
| Mōri Kogoro                         | Rikiya Koyama        | Trần Vũ              |
| Furuya Rei (Tooru Amuro/ Bourbon)   | Toru Furuya          | Anh Tuấn             |
| Agasa Hiroshi                       | Kenichi Ogata        | Chơn Nhơn            |
| Yoshida Ayumi                       | Yukiko Iwai          | Kim Ngọc             |
| Akai Shuichi                        | Shūichi Ikeda        | Minh Vũ              |
| Okiya Subaru                        | Okiayu Ryotaro       | Minh Vũ              |
| Hidemi Hondou (Mizunashi Rena/ Kir) | Kotono Mitsuishi     | Thanh Hồng           |
| Kojima Genta                        | Shizukima Yoshiara   | Hoàng Trí            |
| Gin                                 | Yukitoshi Hori       | Hoài Bảo             |
| Pinga                               | Ayumu Murase         | Tiến Đạt             |
| Vermouth                            | Mami Koyama          | Huyền Chi            |
| Vodka                               | Fumihiko Tachiki     | Quang Tuyên          |
| André Camel                         | Kiyoyuki Yanada      | Tuấn Anh             |
| Shiratori                           | Kazuhiko Inoue       | Tuấn Anh             |
| Naomi Argento                       | Atsumi Tanezaki      | Minh Chuyên          |
| Yosuke Makino                       | Ikki Sawamura        | Bá Nghị              |
| Rum                                 | Shigeru Chiba        | Bá Nghị              |
| James Black                         | Takaya Hashi         | Hạnh Phúc            |
| Jodie Starling                      | Miyuki Ichijou       | Linh Phương          |
| Thanh tra Megure                    | Chafurin             | Kiêm Tiến            |
| Sato Miwako                         | Atsuko Yuya          | Huyền Trang          |
| Suzuki Sonoko                       | Matsui Naoko         | Ngọc Quyên           |
| Ed                                  | Hiroshi Kamiya       | Gia Khánh            |
| Chianti                             | Kikuko Inoue         | Kim Ngọc             |
| Korn                                | Hiroyuki Kinoshita   | Minh Vũ              |
| Hyoue Kuroda                        | Yukimasa Kishino     | Trí Luân             |
| Grace                               | Ayumu Murase         | Ngọc Châu            |
| Hans                                | Hiroshi Tsuchida     | Hoàng Trí            |
| Leonhard                            | Junichi Suwabe       | Gia Trí              |

## Sản xuất
- Nguyên tác: Gosho Aoyama[1]
- Đạo diễn: Yuzuru Tachikawa
- Kịch bản: Takeharu Sakurai
- Âm nhạc: Yūgo Kanno

Tựa của bộ phim, Detective Conan: Kurogane no Submarine chính thức được công bố vào ngày 30 tháng 11 năm 2022. Khẩu hiệu của bộ phim chính là "Đừng chết, Haibara!".